# Cardioid
Cardioid è il primo album in studio del cantautore francese Yodelice. È uscito nel 2010, ed ha decretato l'entrata in scena dell'allora semi sconosciuto Maxim Nucci.

## Tracce
1. Breathe In
2. More Than Meets the Eye
3. Lady in Black
4. My Blood Is Burning
5. Experience
6. Five Thousand Nights
7. Wake Me Up
8. Picture Perfect
9. Monkey's Evolution
10. Icelandic Eyes